# Mobil vécé

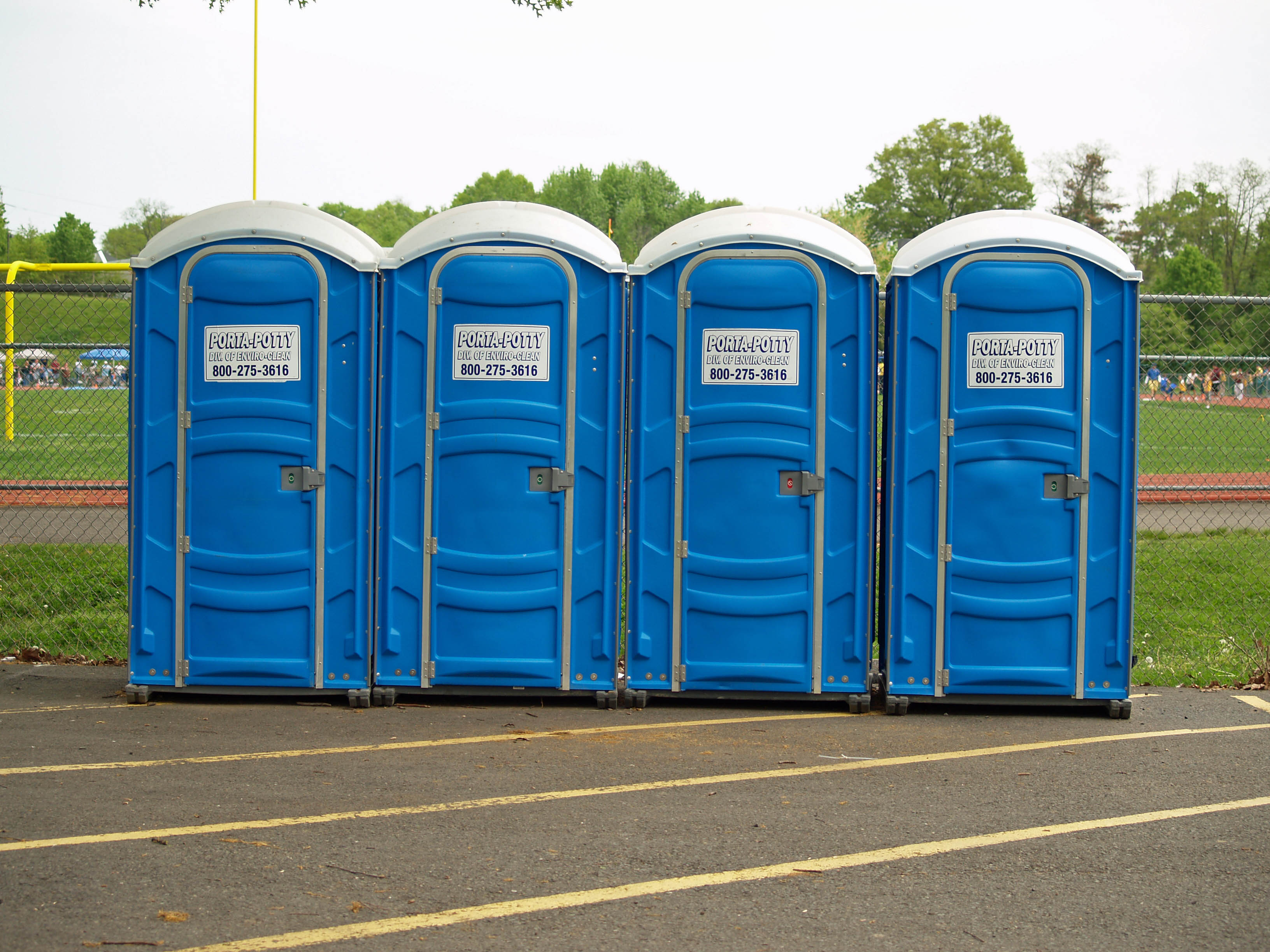

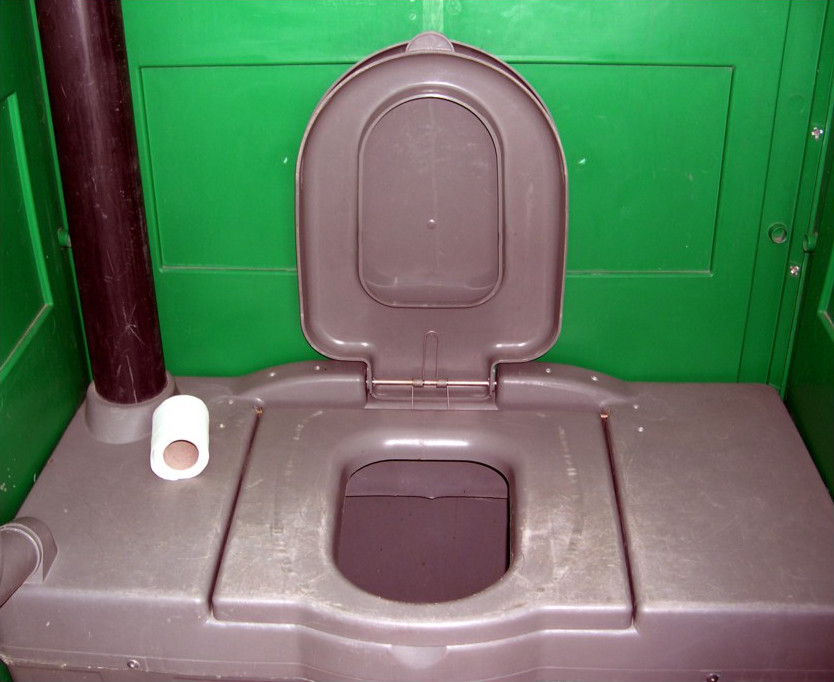

A mobil WC elmozdítható, műanyagból készült, zárható ajtóval ellátott egyszemélyes illemhely, mely az emberi ürüléket és vizeletet folyékony vegyszerek segítségével szagtalanítja és (részben) fertőtleníti. Szállítását, ürítését és tisztítását erre szakosodott cégek végzik. Mivel általában csak egy adott esemény idejére van szükség ilyen WC-k használatára, legtöbbször a rendezvény végeztével összegyűjtik őket. Néha viszont huzamosabb ideig is – rendszeresen cserélt – mobil vécékkel oldják meg, hogy egy bizonyos területen munkát végző emberek felkereshessék a mellékhelyiséget. Tipikusan ilyen lehet például egy építkezés. A legtöbb mobil vécé belsejében egy sötét színű tartály található, mely az anyagcsere-termékeket összegyűjti. A tartály tetején található nyílásra szerelhető a WC-ülőke és a fedél, mely a szagok terjengésének megakadályozásában játszik szerepet, több-kevesebb sikerrel. A megfelelően tisztított (cserélt) mobil WC csak akkor áraszt elviselhetetlen szagot, ha túl sokan és túl hosszú ideig használják.